# Czesław Centkiewicz

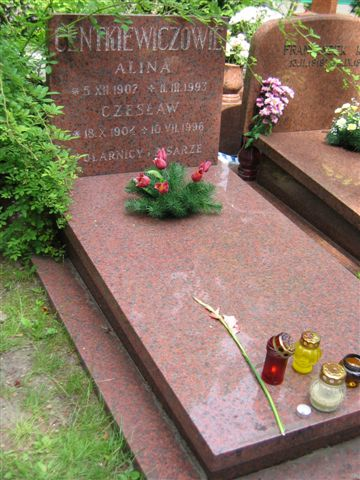
La tumba de Alina y Czesław Centkiewicz.

Czesław Jacek Centkiewicz (nació el 18 de octubre de 1904 en Varsovia, murió el 10 de julio de 1996 en Varsovia) fue un escritor polaco, explorador, ingeniero electricista.
Hasta la Segunda Guerra Mundial trabajaba en el Instituto Meteorológico Estatal. En 1932 dirigió la primera expedición polar de Polonia a Bjørnøya.
Después del alzamiento de Varsovia en 1944, Centkiewicz fue internado en el campo de concentración de Neuengamme. 
Centkiewicz escribió entre otros:
- Czeluskin (1934)
- Anaruk, chłopiec z Grenlandii (1937)
- Biała foka (1947)
- Wyspa mgieł i wichrów (1947)
- Wśród lodów północy (1948)

Con su esposa escribió también:
- Odarpi, syn Egigwy (1949)
- Zdobywcy bieguna północnego (1950)
- Na podbój Arktyki (1952)
- W lodach Eisfiordu (1953)
- Arktyka, kraj przyszłości (1954)
- Bohaterski szturman (1956)
- Na białym szlaku (1956)
- Pułkownik Orvin mylił się (1959)
- Tajemnice szóstego kontynentu (1960)
- Opowieści spod bieguna (1960)
- Kierunek-Antarktyda (1961)
- Fridtjof, co z ciebie wyrośnie? (1962)
- Tumbo z Przylądka Dobrej Nadziei (1964)
- Czy foka jest biała (1965)
- Człowiek, o którego upomniało się morze (1966)
- Piotr w krainie białych niedźwiedzi (1967)
- Okrutny biegun (1969)
- Osaczeni wielkim chłodem (1970)
- Zaczarowana zagroda
- Tumbo nigdy nie zazna spokoju (1977)

- Datos: Q573408
- Multimedia: Czesław Centkiewicz / Q573408